# Kirch-groep
De Kirch-goep (KirchGruppe) was een Duitse mediagroep, die werd opgericht door Leo Kirch. De groep ging in 2002 failliet. Dit was grotendeels te wijten was aan de schulden in verband met de aanschaf van uitzendrechten voor sportwedstrijden voor haar kanalen en de lancering van betaaltelevisiediensten.